# Pere Patrici (segle X)
Pere Patrici (en llatí Petrus Patricius, en grec Πέτρος Pétros) fou un escriptor grec de finals del segle ix i començaments del segle x.
Va presentar a l'emperador Lleó VI, que va començar a regnar el 886, una còpia de l'obra de Teodoret Curatio Graecarum Adfectionum, a la qual hi havia unit un epigrama reproduït per Lambecius en els seus Commentariorum de Augustissima Bibliotheca Caesarea Vindobonensi.